# Noelle + von Campe Glashütte

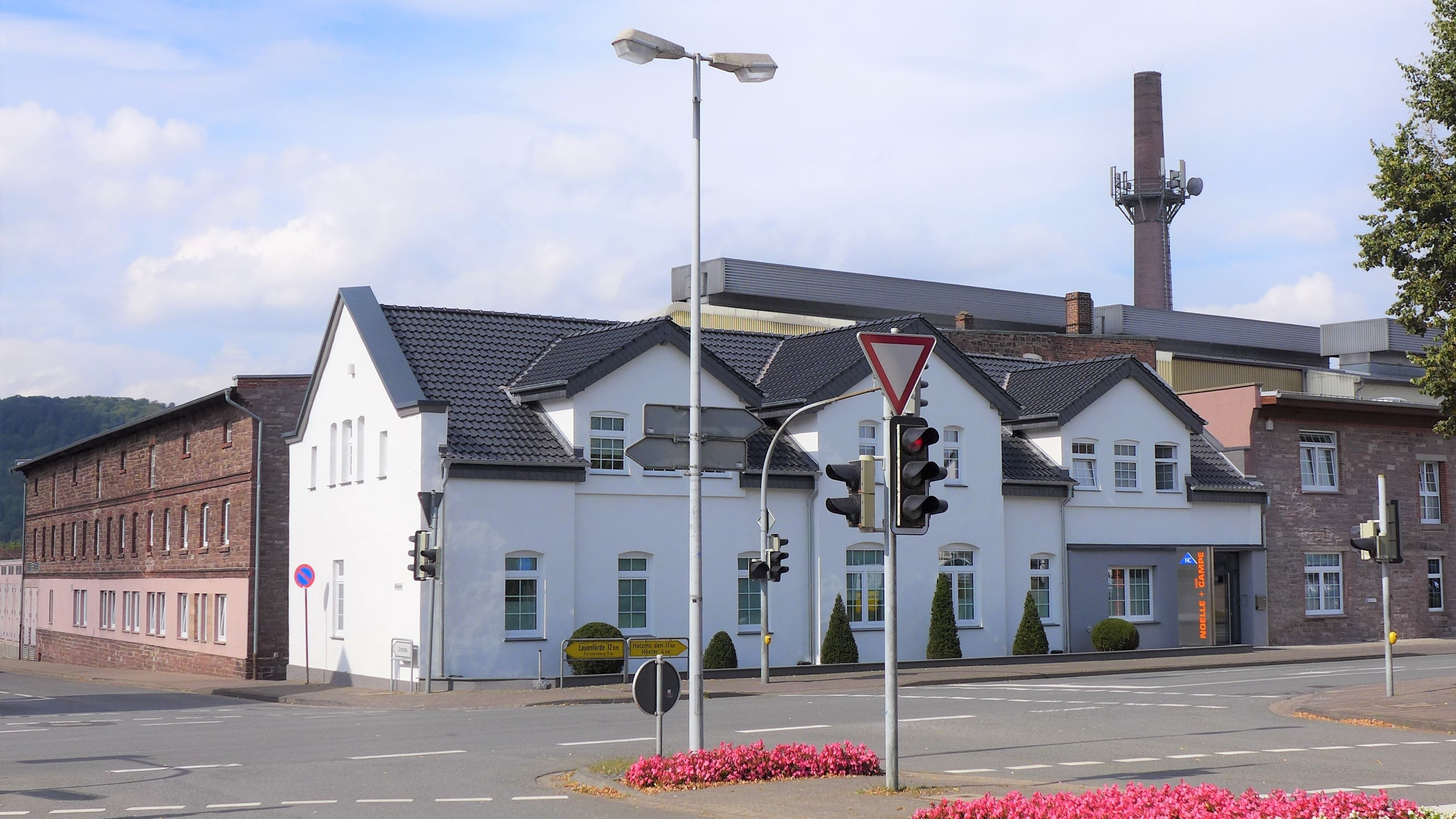
Unternehmenszentrale in Boffzen (2017)

Noelle + von Campe ist ein Hersteller von Glasverpackungen mit Sitz in Boffzen in Niedersachsen. Das mittelständische Unternehmen beliefert die Lebensmittelindustrie und hält bei Glasverpackungen einen Anteil von 15 % auf dem deutschen Markt. Für die 1866 als Glashütte gegründete Firma sind 500 Mitarbeiter in zwei Werken im Ort tätig. Im Jahr 2012 betrug der Jahresumsatz 78 und 2014 rund 85 Millionen Euro sowie im Jahr 2020 90 Millionen Euro.

## Produkte
Das Produktprogramm umfasst rund 400 Formen von Glasgefäßen in den Größen von 50 ml bis 5 Liter. Verpackungsklassiker seit 1972 sind wabenförmige Sechseck-Gläser für Langnese-Honig. In der Gründungszeit nach 1866 stellte die Glasfabrik Hohlglas aller Art her, darunter Trinkgefäße und Einweckgläser. Die Produktpalette im 19. Jahrhundert belief sich ebenso auf bis zu 400 Artikel; unter anderem Aquarien, Schiffslaternen und Lampenschirme. Erfolgreiche Produkte der Anfangszeit waren Siphonflaschen, Spuckbehälter und Babyflaschen. Die ab 1870 hergestellten Syphonflaschen gingen als hochwertige Glasgefäße vor allem in den Export, unter anderem in die USA.

## Geschichte

### Gründung
Die Unternehmensgründung als Glashütte erfolgte 1866 durch den Inhaber der Porzellanmanufaktur Fürstenberg Heinrich Witte, den Boffzener Zimmermeister Heinrich Schmidt und den Fürstenberger Bauunternehmer Friedrich Bartling. Die Gesellschaft, mit einem Stammkapital von 45.000 Talern, firmierte unter der Bezeichnung Bartling & Co. Die Gründung erfolgte in Erwartung eines Bahnanschlusses von Boffzen, was 1876 mit der Eröffnung der Verbindungsbahn Holzminden–Scherfede geschah. Die Glashütte ging 1867 mit einem Botiusofen in Betrieb, der bald durch den sparsameren Siemens-Martin-Ofen ersetzt wurde. In den ersten Jahren kam es zu mehreren Veränderungen bei den Firmengesellschaftern. Nach dem Einstieg der Gebrüder Heinrich und August Noelle, die eine Metallwarenfabrik in Lüdenscheid betrieben, sowie August von Campe firmiert die Glasfabrik seit 1874 unter der heutigen Bezeichnung Noelle + von Campe.

## 20. Jahrhundert
Anfang des 20. Jahrhunderts geriet das Unternehmen 1917 in die Krise, als gegen Ende des Ersten Weltkriegs die Kohlezulieferung für die Glasöfen stockte. Die Produktion lief weiter als Zusammenschluss mit der seit 1872 in Boffzen bestehenden Georgshütte. Nach weiteren Krisen in den 1920er Jahren wurde die Glasfabrik Noelle + von Campe 1931 insolvent, stellte die Produktion ein und entließ 120 Mitarbeiter. Ursache war der Konkurs des Partnerunternehmens der Gebrüder Noelle in Lüdenscheid. Der zum Alleineigentümer gewordene Otto von Campe fand 1934 Investoren und eröffnete die Glasfabrik mit 40 Arbeitern neu. Die Anzahl der Beschäftigten verdoppelte sich in den 1940er Jahren auf rund 80 Arbeitskräfte. Im Zweiten Weltkrieg wurden, wie auch in vielen anderen Glashütten, Glasteile für die Glasmine 43 gefertigt. Während des Krieges beschäftigte die Fabrik ebenso wie die Georgshütte Zwangsarbeiterinnen, die in einer Größenordnung von 30 bis 60 Personen in einem Barackenlager im Rottmündetal untergebracht waren. 
In der Nachkriegszeit lief die Produktion 1946 wieder an. Es wurden hauptsächlich die zur Selbstversorgung  notwendigen Einweckgläser in großer Stückzahl hergestellt, zeitweise bis zu 400.000 Einheiten im Monat.

## 21. Jahrhundert
Im Jahr 2009 wurde mit Werk II ein neues Werksgebäude fertiggestellt, wodurch 160 neue Arbeitsplätze entstanden. Ebenfalls 2009 kam es zu einem Großbrand, der einen Schaden von 8 Millionen Euro verursachte und zur Einführung einer Werkfeuerwehr führte. Diese kam beispielsweise im September 2016 bei einem Brand eines Förderbandes der Glasscherbenrückführung zum Einsatz.
Im Jahr 2014 investierte die Firma unter anderem 11 Millionen Euro für den Ausbau der Produktionslinie und 2017 weitere 6,5 Millionen Euro für eine neue Schmelzwanne im Hauptwerk Boffzen.
Heute ist Noelle + von Campe eine von sieben verbliebenen Glashütten im Weserraum. Während die Hütten in Grünenplan, Holzminden, Bad Münder, Rinteln, Obernkirchen und Nienburg Zweigwerke internationaler Konzerne, wie Owens-Illinois, Ardagh und Schott sind, hat sich Noelle + von Campe bis heute als Einzelunternehmen behauptet und ist bei der Glasherstellung in der Region das zuletzt verbliebene Familienunternehmen.
Über die Geschichte der Glasherstellung in Boffzen informiert seit 1991 das Glasmuseum Boffzen, in dem vom 31. August bis zum 30. Oktober 2016 zur 150-Jahr-Feier des Unternehmens eine Sonderausstellung zu sehen war.